# Podmornice razreda M
Razred M, tudi Razred Maljutka (rusko Малютка, malček), je bil razred majhnih podmornic z enim trupom ali enim trupom in pol, zgrajenih v Sovjetski zvezi in v uporabi med drugo svetovno vojno. Podmornice so gradili v delih, tako da jih je bilo možno enostavno prevažati po železnici. Proizvodnja se je osredotočala na Gorkovsko ladjedelnico na Volgi, nato pa so bili deli z železnico prepeljani v Leningrad za njihovo združitev in dokončanje gradnje podmornice. Podmornice razreda M so bile prve sovjetske varjene podmornice.

## Zgodovina
Podmornice tega razreda so bile zgrajene v štirih serijah VI, VI-bis, XII, XV. Število podmornic serij VI in VI-bis je bilo skoraj enako. Serija XII je bila prekonstruiran projekt z ekvivalentnimi taktičnimi značilnostmi. Pogon prve serije je bil en dizelski in en električni motor. Serija XV je bila razvita ločeno z izboljšanimi značilnostmi, vključno z glavnim balastom v lahkem trupu in dvema propelerjema. Te podmornice sta uporabljali predvsem Črnomorska in Baltska flota.
Čeprav je bil načrt podmornic zadovoljiv, so bile podmornice le delno uspešne. V bojih so imele težke boje, saj se je med letoma 1941 in 1945 potopilo 33 podmornic. M-103 je izginila v Baltskem morju sredi avgusta 1941. Razbitina je bila odkrita konec 90. let 20. stoletja med Natovo minolovsko vajo. V Črnem morju je bilo izgubljenih sedem podmornic, štiri so potopile globinske bombe romunskih vojnih ladij (M-31 je potopil vodja rušicev Mărășești, M-58 rušilec Regina Maria, M-59 rušilec Regele Ferdinand in M-118 romunski topnjači Ghiculescu in Stihi) (M-58 in M-59 naj bi bili izgubljeni zaradi romunskih min, M-31 pa naj bi potopile bodisi mine, bodisi nemška ladja).

## Različice
Serija VI30 podmornic zgrajeno med 1932 in 1934. Dolžina 37,5 m, izpodriv 201 ton potopljene (158 ton na površini).
| - M-1 - M-2 - M-3 - M-4 - M-5 - M-6 - M-7 - M-8 - M-9 | - M-10 - M-11 - M-12 - M-13 - M-14 - M-15 - M-16 - M-17 - M-18 - M-19 | - M-20 - M-21 - M-22 - M-23 - M-24 - M-25 - M-26 - M-27 - M-28 - M-51 - M-52 |

Serija VI-bis19 podmornic zgrajeno v štirih delih med 1934 in 1936. Dolžina 37,5 m, izpodriv 202 ton potopljene (161 ton na površini).
| - M-53 - M-54 - M-55 - M-56 | - M-71 (izgubljena 24. junija 1941) - M-72 - M-73 - M-74 (izgubljena 23. septembra 1941) - M-75 - M-76 - M-77 - M-78 (izgubljena 23. junija 1941) - M-79 | - M-80 (izgubljena 24. junija 1941) - M-81 (izgubljena 1. julija 1941) - M-82 - M-83 (izgubljena 27. junija 1941) - M-84 - M-85 - M-86 |

Serija XII45 podmornic zgrajeno v šestih delih med 1936 in 1941. Dolžina 44,5 m, izpodriv 258 ton potopljene (206 ton na površini).
| - M-30 - M-31 (izgubljena 17 decembra 1942) - M-32 - M-33 (izgubljena 22. avgusta 1942) - M-34 (izgubljena 3. novembra 1941) - M-35 - M-36 (izgubljena 4. januarja 1944) - M-57 (izgubljena avgusta 1941) - M-58 (izgubljena oktobra 1941) - M-59 (izgubljena novembra 1941) - M-60 (izgubljena septembra 1942) - M-62 - M-63 (izgubljena avgusta 1941) - M-90 - M-92 - M-94 (izgubljena 21. julija 1941) - M-95 (izgubljena junija 1942) - M-96 (izgubljena 8. septembra 1944) - M-97 (izgubljena 15. avgusta 1942) - M-98 (izgubljena 14. novembra 1941) - M-99 (izgubljena 27. junija 1941) | - M-102 - M-103 (izgubljena avgusta 1941) - M-104 - M-105 - M-106 (izgubljena 5. julija 1943) - M-107 - M-108 (izgubljena 28. februarja 1944) - M-111 - M-112 - M-113 - M-114 - M-115 - M-116 - M-117 - M-118 (izgubljena 1. oktobra 1942) - M-119 - M-120 - M-121 (izgubljena novembra 1942) - M-122 (izgubljena 14. maja 1943) - M-171 - M-172 (izgubljena oktobra 1943) - M-173 (izgubljena avgusta 1942) - M-174 (izgubljena oktobra 1943) - M-176 (izgubljena julija 1942) - M-175 (izgubljena 10. januarja 1942) |

Serija XV4 podmornic zgrajeno v sedmih delih med drugo svetovno vojno, 11 pa po vojni do leta 1953. Dolžina 53,0 m, izpodriv 420 ton potopljene (350 ton na površini).
| Dokončane med drugo svetovno vojno: - M-200 (izgubljena 21. novembra 1956) - M-201 - M-202 - M-203 | Dokončane po drugi svetovni vojni: - M-204 - M-205 - M-206 - M-214 - M-215 - M-216 - M-217 - M-218 - M-219 - M-234 - M-235 - M-290 |

Seriji VI in VI-bis je konstruiral A. N. Asafov, serijo XII P. I. Serdjuk, serijo XV pa F. F. Poluškin.
- Serija VI
- Serija VI-bis
- Serija XII
- Serija XV

- Serija VI
- Serija VI-bis
- Serija XII
- Serija XV

## Vir
- Erminio Bagnasco, Submarines of World War II, Cassell & Co, London. 1977 ISBN 1-85409-532-3